# تیساید
تیساید (به انگلیسی: Teesside) یک منطقهٔ مسکونی در بریتانیا است که در انگلستان واقع شده‌است.

## خصوصیات
تیساید  ۳۷۶٬۶۳۳ نفر جمعیت دارد.